# Andreas Malm
Andreas Samuel Magnus Malm, född 10 november 1977 i Fässbergs församling i Mölndal, är en svensk humanekolog, universitetslärare, författare, journalist och politisk aktivist. 

## Biografi
Malm har en bakgrund som medlem i Syndikalistiska ungdomsförbundet i Stockholm och arbetade på den syndikalistiska veckotidningen Arbetaren åren 2002–2009. År 2010 gick Malm med i Socialistiska partiet och började skriva för den socialistiska veckotidningen Internationalen. Han skriver även på engelska för vänstertidskriften Jacobin. Malm var även drivande till bildandet av den svenska sektionen av organisationen International Solidarity Movement (ISM). Han var under några år runt 2005 även medarbetare i DN Kultur.

### Klimatengagemang och forskning
Sedan 2006 har Malm varit en flitig debattör inom klimatfrågan. Han har skrivit boken Det är vår bestämda uppfattning att om ingenting görs nu kommer det att vara för sent (2007), där han beskriver klimatkrisen. År 2007 var han aktiv inom aktionsgruppen Klimax som gör civil olydnadsaktioner för att skapa uppmärksamhet om växthuseffekten. Han satt tidigare i styrelsen för Klimataktion sedan lanseringen den 18 maj 2008. I en ledarkrönika i Arbetaren meddelade han i april 2009 att han börjat som doktorand i projektet Lucid vid Lunds universitet i ett tvärvetenskapligt forskningsprojekt där han skulle studera de fossila bränslenas roll i kapitalackumulationen. Forskningsresultatet, avhandlingen Fossil Capital, publicerades 2016 och utgavs som bok av Verso. Boken citeras av Naomi Klein i hennes bok This Changes Everything. Malms bok The Progress of This Storm (2017) har gett namn åt Ola Söderholms podcast Stormens utveckling, där Malm själv har medverkat. Malm gav 2021 ut pamfletten How to Blow up a Pipeline. Boken har 2023 uppmärksammats i en fransk rättegång mot fler än 30 personer som misstänks för sabotage och materiella skador för mångmiljonbelopp, där boken pekats ut som inspirationskälla för aktivisterna.
Malm är (2023) verksam som universitetslektor i humanekologi vid Institutionen för kulturgeografi och ekonomisk geografi vid Lunds universitet.

### Mellanöstern-engagemang
Malm är författare till böckerna Bulldozers mot ett folk – om ockupationen av Palestina och det svenska sveket (2002) och När kapitalet tar till vapen – om imperialism i vår tid (2004). Han är även medredaktör till Vi skulle få leva här – om muren i Palestina (2005). Tillsammans med Shora Esmailian utgav han artikelsamlingen Sprängkraft i Iran – arbetarkamp och krigshot (2005) och senare Iran on the Brink: Rising Workers and Threats of War (2007) på Pluto/University of Michigan Press, den första monografin på engelska om Irans moderna arbetarrörelse.
Malm uttalade sitt stöd för den libanesiska organisationen Hizbollah under Libanonkriget 2006 mot Israel i södra Libanon; likaså har han uttryckt stöd för Hamas kamp mot Israel. Han hävdar också, bland annat i boken Hatet mot muslimer (2009), att det finns en växande islamofobi i Europa och att denna blir allt mer accepterad även i Sverige. Han tilldelades Natur & Kulturs debattbokspris för boken.
Malm har om Hamas attack den 7 oktober 2023 uttalat att "I grunden anser jag detta vara en befrielsehandling", något som fått ETC:s chefredaktör Andreas Gustavsson att i januari 2024 fråga "Är detta en ideolog som en progressiv vänster ska luta sig mot eller ens befatta sig med?".
Malm belönades 2003 med Björn Afzelius-priset för sin aktiva solidaritet med det palestinska folket.

### Familj
Malm är son till författaren Magnus Malm. Han har varit gift med författaren Shora Esmailian och de har två barn tillsammans. Han är (2024) gift med Helena Nilsson.